# Gat (sombrero)

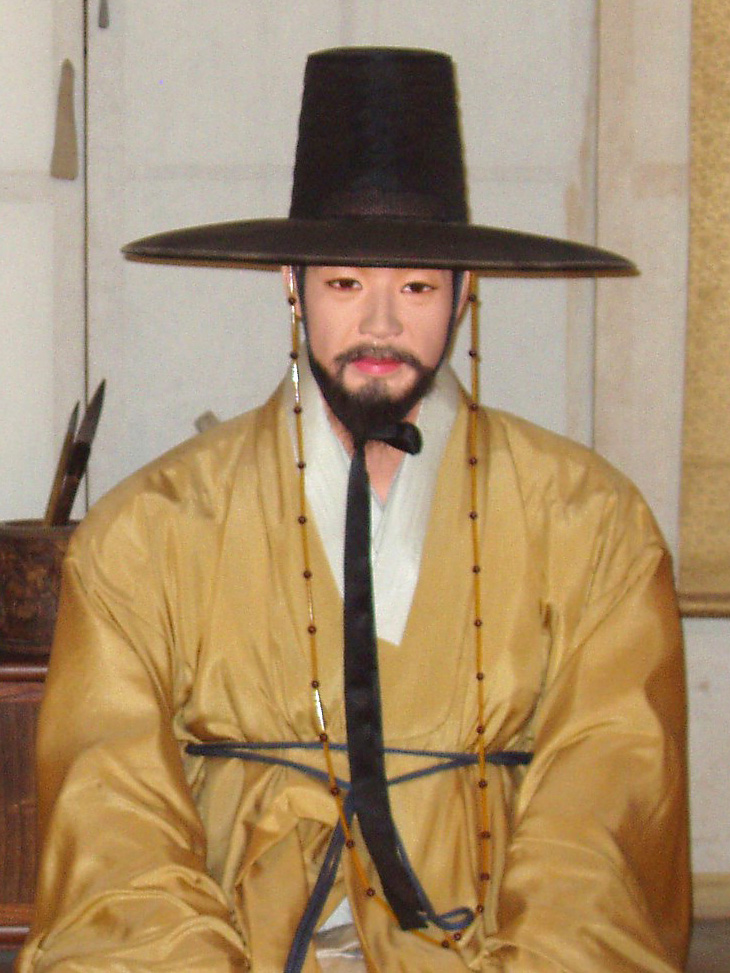
Un gat tradicional en exhibición en Seúl, Corea del Sur.

El gat es una clase de sombrero tradicional coreano usado por los hombres junto con el traje hanbok durante la dinastía Joseon. Está hecho de crines de caballo sujetados a un marco de bambú, y es parcialmente transparente y negro.
Debajo del gat se usaba otra prenda para evitar que el gat frotara la frente. 
La mayoría de los gats son cilíndricos, con un ala amplia, que soportaba un marco de bambú. Sólo los hombres casados de clase media podían vestir el gat a fines del siglo XIX, que representaba su estatus social y protegía sus nudos (llamados sangtu, 상투).[cita requerida]
Durante la dinastía Joseon, el uso del gat negro (heungnip, 黑笠, 흑립) estaba limitado a los hombres que habían pasado el examen Gwageo. Los plebeyos usaban una variante llamada paeraengi (패랭이), tejido a partir de bambú partido.
Los artesanos que fabrican los gats se denominan gatiljang (갓일장).